# Saint-Clément (Meurthe-et-Moselle)
Pour les articles homonymes, voir Saint-Clément.
Saint-Clément est une commune française située dans le département de Meurthe-et-Moselle, en Lorraine, dans la région administrative Grand Est.
Depuis le XVIIIe siècle, elle est réputée pour ses faïences.

## Géographie
La localité est implantée non loin des rives de la Meurthe et de la forêt domaniale de Mondon.
Elle se trouve sur un axe de communication important. La RN 59, qui relie Moncel-lès-Lunéville à Sélestat, traversait le village sur toute sa longueur jusqu'au 3 mars 2010, date de la mise en service de la voie express qui permet de le contourner entièrement.
La ville est également desservie par la ligne ferroviaire empruntée par le TER Lorraine entre Nancy et Saint-Dié-des-Vosges.
| Moncel-lès-Lunéville | Thiébauménil  | Bénaménil      |
| Laronxe              | Saint-Clément | Buriville Flin |
| Fraimbois            | Vathiménil    | Chenevières    |

### Hydrographie
La commune est dans le bassin versant du Rhin au sein du bassin Rhin-Meuse. Elle est drainée par la Meurthe, le ruisseau de Gre St Clement, le ruisseau de la Pointe des Gras et le ruisseau des Fauchees,.
La Meurthe, d'une longueur de 161 km, prend sa source dans la commune du Valtin et se jette  dans la Moselle à Pompey, après avoir traversé 53 communes. 

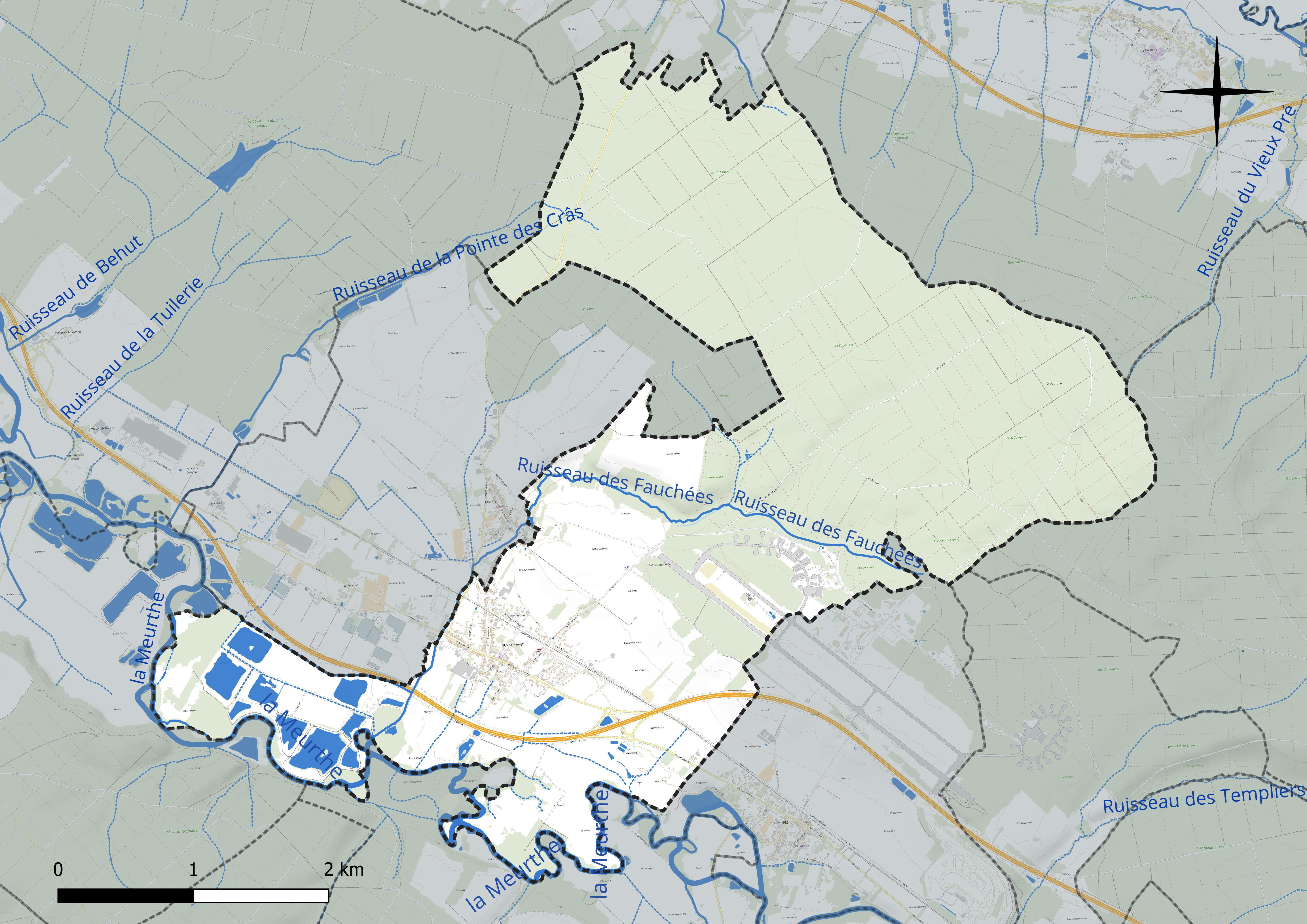
Réseau hydrographique de Saint-Clément.

### Climat
Pour des articles plus généraux, voir Climat du Grand Est et Climat de Meurthe-et-Moselle.
En 2010, le climat de la commune est de type climat des marges montargnardes, selon une étude du Centre national de la recherche scientifique s'appuyant sur une série de données couvrant la période 1971-2000. En 2020, Météo-France publie une typologie des climats de la France métropolitaine dans laquelle la commune est exposée à un climat semi-continental et est dans une zone de transition entre les régions climatiques « Lorraine, plateau de Langres, Morvan » et « Vosges ». 
Pour la période 1971-2000, la température annuelle moyenne est de 9,6 °C, avec une amplitude thermique annuelle de 16,8 °C. Le cumul annuel moyen de précipitations est de 838 mm, avec 11,9 jours de précipitations en janvier et 9,7 jours en juillet. Pour la période 1991-2020, la température moyenne annuelle observée sur la station météorologique de Météo-France la plus proche, « Roville », sur la commune de Roville-aux-Chênes à 16 km à vol d'oiseau, est de 10,3 °C et le cumul annuel moyen de précipitations est de 833,3 mm. 
La température maximale relevée sur cette station est de 40 °C, atteinte le 25 juillet 2019 ; la température minimale est de −24,5 °C, atteinte le 2 janvier 1971,,. 
Les paramètres climatiques de la commune ont été estimés pour le milieu du siècle (2041-2070) selon différents scénarios d'émission de gaz à effet de serre à partir des nouvelles projections climatiques de référence DRIAS-2020. Ils sont consultables sur un site dédié publié par Météo-France en novembre 2022.

## Urbanisme

### Typologie
Au 1er janvier 2024, Saint-Clément est catégorisée bourg rural, selon la nouvelle grille communale de densité à sept niveaux définie par l'Insee en 2022.
Elle est située hors unité urbaine. Par ailleurs la commune fait partie de l'aire d'attraction de Nancy, dont elle est une commune de la couronne,. Cette aire, qui regroupe 353 communes, est catégorisée dans les aires de 200 000 à moins de 700 000 habitants,.

### Occupation des sols
L'occupation des sols de la commune, telle qu'elle ressort de la base de données européenne d’occupation biophysique des sols Corine Land Cover (CLC), est marquée par l'importance des forêts et milieux semi-naturels (60,4 % en 2018), une proportion identique à celle de 1990 (60,4 %). La répartition détaillée en 2018 est la suivante : forêts (57,7 %), terres arables (10,6 %), zones agricoles hétérogènes (10,5 %), zones industrielles ou commerciales et réseaux de communication (6,3 %), eaux continentales (4,5 %), zones urbanisées (4,2 %), prairies (3,5 %), milieux à végétation arbustive et/ou herbacée (2,7 %). L'évolution de l’occupation des sols de la commune et de ses infrastructures peut être observée sur les différentes représentations cartographiques du territoire : la carte de Cassini (XVIIIe siècle), la carte d'état-major (1820-1866) et les cartes ou photos aériennes de l'IGN pour la période actuelle (1950 à aujourd'hui).

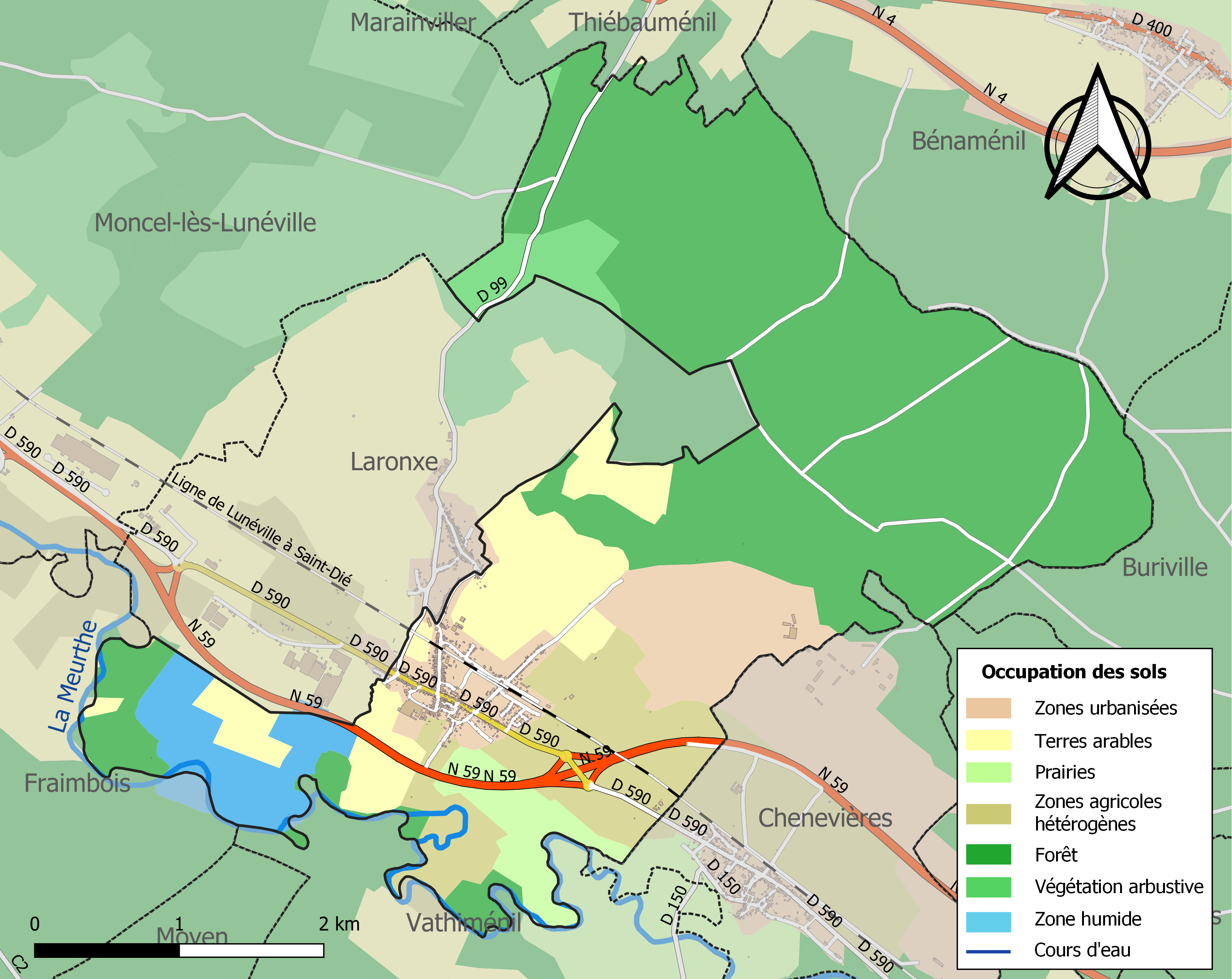
Carte des infrastructures et de l'occupation des sols de la commune en 2018 (CLC).

## Toponymie
Le nom de la localité est attesté sous les formes Sanctus Clemens (1164) ; Seint-Clément (1290).

Saint-Clément est un hagiotoponyme qui fait référence à Clément de Rome.

## Histoire
Autrefois le village, alors dénommé Sériménil[réf. souhaitée], il était situé au lieu dit « les Pesses » et ne comptait que quelques maisons, groupées autour de l'église, centre d’un prieuré qui était un lieu de pèlerinage. Celui-ci était situé près d’une source dédiée à saint Clément, pape et martyr du Ier siècle.
Ce premier village aurait été anéanti par une épidémie de peste, puis reconstruit autour de l'église, la plus ancienne construction subsistant aujourd'hui.
Lorsque des bancs d'argile sont découverts à Saint-Clément en 1757, Jacques Chambrette, déjà fondateur de la faïencerie de Lunéville, décide d'y créer une autre manufacture l'année suivante, dirigée par son fils Gabriel. Elle est toujours en activité.

### Garnison
Une base aérienne de l'United States Air Forces in Europe est construite sur le territoire de la commune dans les années 1950. Elle a servi de terrain de dispersion jusqu'au milieu des années 1960. Renommée quartier Lasalle après le départ des Américains, le 3e régiment de cuirassiers y était stationné de 1968 à 1998. La base est aujourd'hui utilisée par le 53e régiment de transmissions et par le Polygone de Guerre Électronique.

## Politique et administration

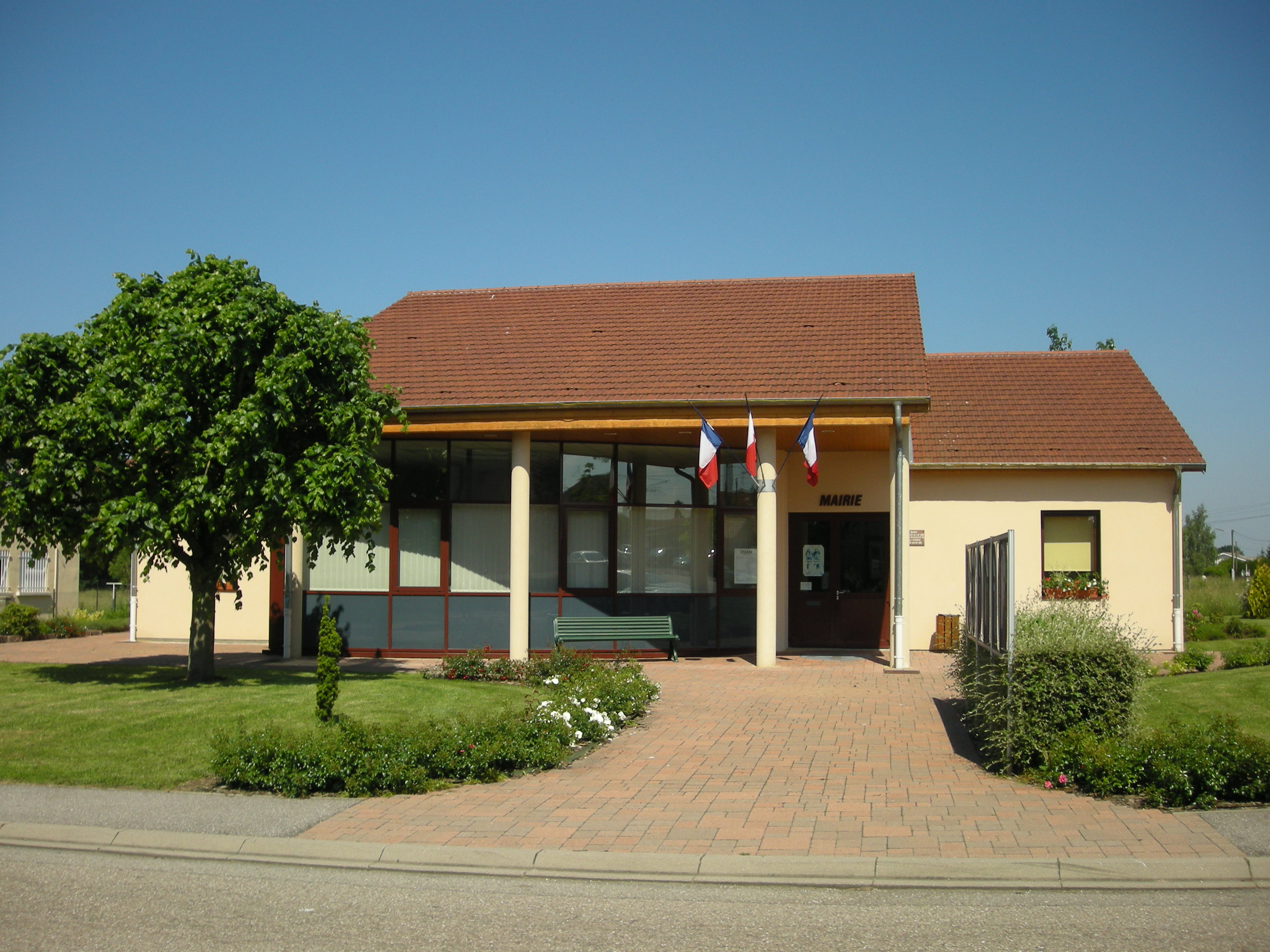
La mairie.

| Période                                  | Période                   | Identité                                   | Étiquette | Qualité |
| ---------------------------------------- | ------------------------- | ------------------------------------------ | --------- | ------- |
| Les données manquantes sont à compléter. |                           |                                            |           |         |
| mars 2001                                | 2014                      | Henri Meignan                              |           |         |
| 2014                                     | En cours (au 25 mai 2020) | Gérard Ritz Réélu pour le mandat 2020-2026 |           |         |

## Population et société

### Démographie
L'évolution du nombre d'habitants est connue à travers les recensements de la population effectués dans la commune depuis 1793. Pour les communes de moins de 10 000 habitants, une enquête de recensement portant sur toute la population est réalisée tous les cinq ans, les populations de référence des années intermédiaires étant quant à elles estimées par interpolation ou extrapolation. Pour la commune, le premier recensement exhaustif entrant dans le cadre du nouveau dispositif a été réalisé en 2006.

En 2022, la commune comptait 850 habitants, en évolution de −1,51 % par rapport à 2016 (Meurthe-et-Moselle : −0,13 %, France hors Mayotte : +2,11 %).
| 1793 | 1800 | 1806 | 1821  | 1831  | 1836 | 1841 | 1846 | 1851 |
| ---- | ---- | ---- | ----- | ----- | ---- | ---- | ---- | ---- |
| 448  | 693  | 723  | 1 239 | 1 281 | 919  | 925  | 898  | 882  |

| 1856 | 1861 | 1872 | 1876 | 1881 | 1886 | 1891 | 1896 | 1901 |
| ---- | ---- | ---- | ---- | ---- | ---- | ---- | ---- | ---- |
| 837  | 852  | 887  | 932  | 910  | 885  | 839  | 814  | 835  |

| 1906 | 1911 | 1921 | 1926 | 1931 | 1936 | 1946 | 1954 | 1962 |
| ---- | ---- | ---- | ---- | ---- | ---- | ---- | ---- | ---- |
| 845  | 925  | 893  | 935  | 952  | 959  | 795  | 864  | 855  |

| 1968 | 1975 | 1982 | 1990 | 1999 | 2006 | 2011 | 2016 | 2021 |
| ---- | ---- | ---- | ---- | ---- | ---- | ---- | ---- | ---- |
| 806  | 779  | 897  | 876  | 833  | 872  | 845  | 863  | 851  |

| 2022 | - | - | - | - | - | - | - | - |
| ---- | - | - | - | - | - | - | - | - |
| 850  | - | - | - | - | - | - | - | - |

## Économie

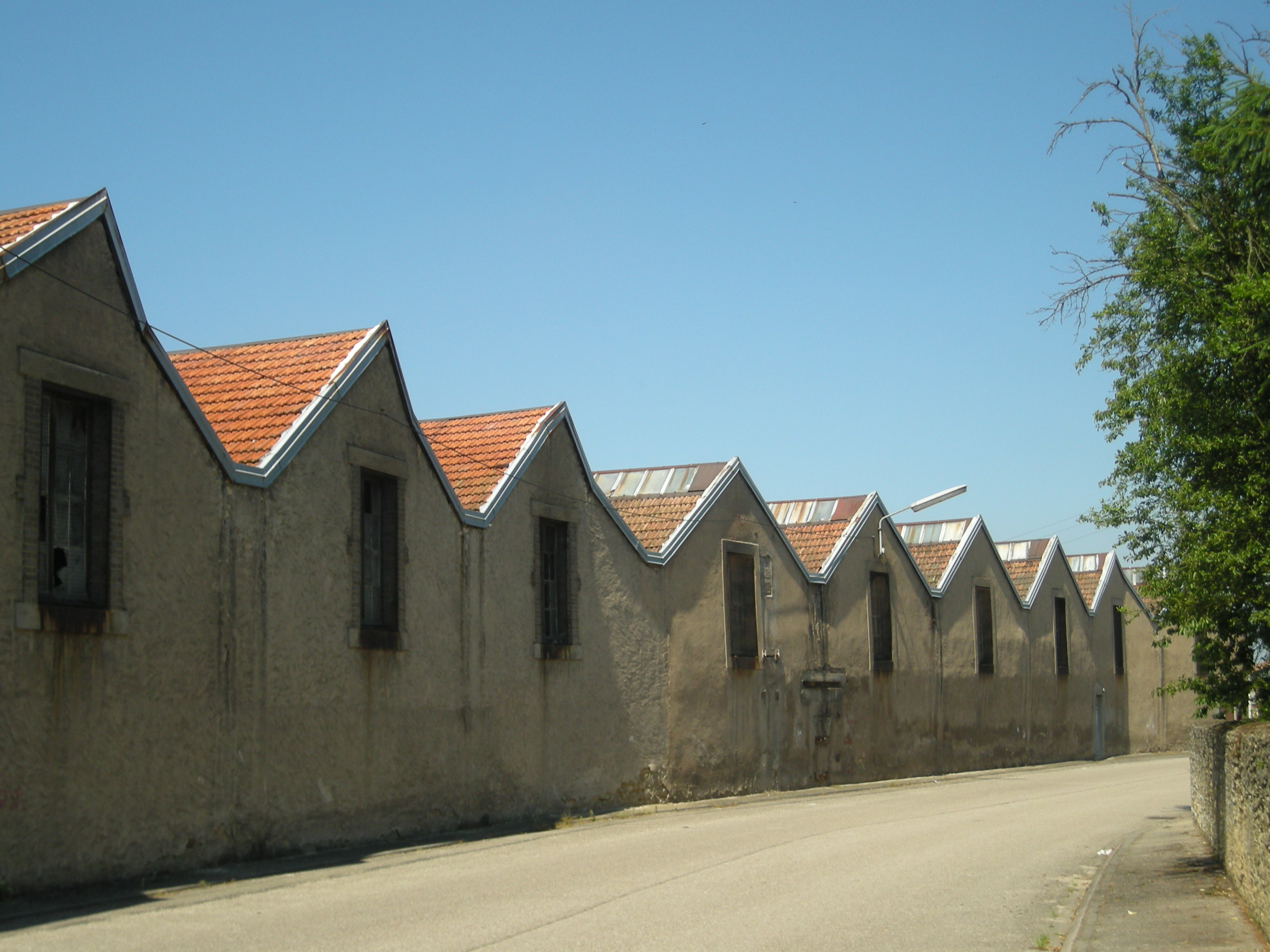
La faïencerie.

- Faïencerie de Lunéville-Saint-Clément

Outre la faïencerie, Saint-Clément vit aussi de la polyculture et de l'exploitation forestière.

## Culture locale et patrimoine

### Lieux et monuments

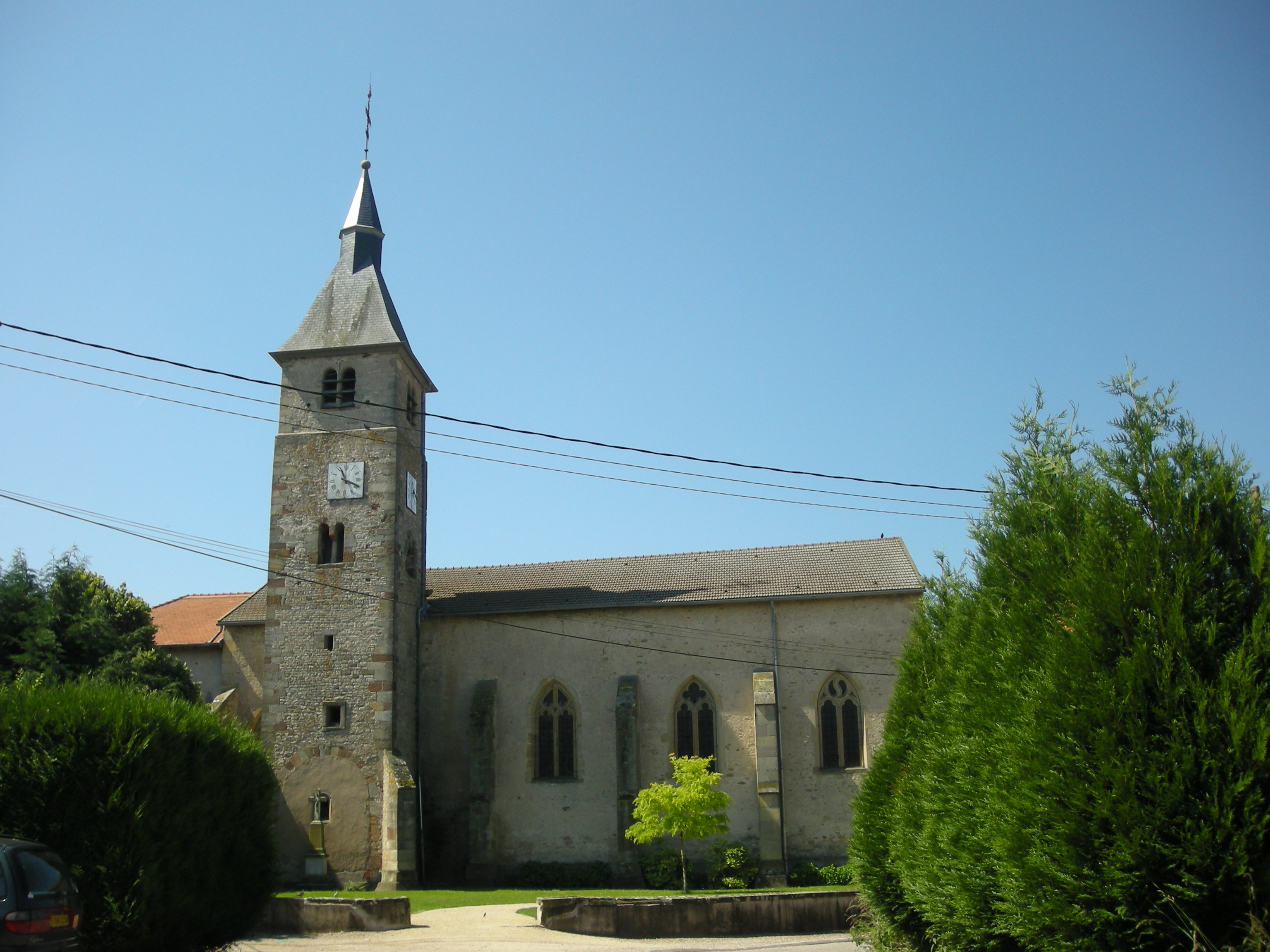
L'église.

L'église de Saint-Clément est mentionnée pour la première fois en 1164. La tour à baies géminées date en effet du XIIe siècle. La nef et les peintures murales sont postérieures. Ces peintures monumentales du XVe siècle sont classées par les Monuments historiques depuis 1908. Elles représentent le Jugement dernier, l'Annonciation, la Nativité, saint Sébastien et saint Christophe.

### Personnalités liées à la commune
- Giorné Viard, sculpteur nancéien, est né à Saint-Clément en 1823.
- Pierre-Louis Maubeuge (1923-1999), géologue né à Saint-Clément, découvreur du gisement de pétrole de Forcelles-Saint-Gorgon.

### Héraldique
| Blason de Saint-Clément | Blason  | D’argent à l’ancre de marine de sable. |
| Blason de Saint-Clément | Détails | Le pape saint Clément, patron de l'église, a donné son nom à la localité. Il fut envoyé sous l'empereur Trajan en Crimée pour avoir refusé de sacrifier aux idoles. Il y trouva quantité de chrétiens condamnés aux travaux des carrières, et comme il les encourageait à persister dans la foi, il fut jeté à la mer avec une ancre de marine au cou. Le statut officiel du blason reste à déterminer. |